# IPAustria
Die IPAustria (IPA) ist Österreichs erster VoIP-Carrier und wurde von Kurt Bodinger, Alexander Matissek und Andreas Kohlweis 1999 gegründet. IPA beschäftigt sich mit der Entwicklung und dem Betrieb von paketvermittelnden Sprach-Carrier-Netzen und der Distribution von VoIP-Endgeräten, Telefonanlagen und SIP-Applikationen.
2016 schieden Alexander Matissek und Andreas Kohlweis aus der Firma aus.

## Geschichte
1997 begann in Österreich die Liberalisierung des Telekommunikationsmarktes zunächst auf der Basis von Preselection-Diensten. Die Anbieter waren technisch auf das Carriernetz der Telekom Austria angewiesen und von den Netzentgelten dieses Ex-Monopolisten abhängig. Die meisten Preselection-Anbieter kamen ab 2000 in wirtschaftliche Schwierigkeiten und mussten ihre Geschäftstätigkeit einstellen.
Ab 1999 schaffte die österreichische Regulierungsbehörde RTR als erste europäische Regulierungsbehörde die Rahmenbedingungen, um alternativ zu leitungsvermittelnder Netztechnologie auch paketvermittelnde Telefonvermittlungsnetze aufbauen zu können. Diese Rahmenbedingungen regelten speziell die Verwendung von geografischen Rufnummern und die Zustellung von Notrufen in VoIP-Netzen.
Mit der Verbreitung des SIP-Protokolls waren 1999 auch die technischen Voraussetzungen für die Entwicklung eines VoIP-Carrier-Netzes gegeben. Damit war es erstmals möglich, alternativ zum OES-Netz der Telekom Austria über die in Österreich gut ausgebauten privaten Breitbandnetze Sprachdienste anzubieten. IPAustria wurde 1999 mit dem Ziel gegründet, ein solches VoIP-Carrier-Netz zu entwickeln.
Am 13. November 2001 erhielt die IPAustria auf der Basis der selbstentwickelten Voicenode-Portaltechnologie als erster österreichischer VoIP-Carrier von der Regulierungsbehörde den Bescheid zum Betrieb eines Carrier-Sprachvermittlungsnetzes.
Damit war es erstmals in ganz Österreich möglich, unabhängig vom OES-Netz der Telekom Austria öffentliche Sprachtelefonie anzubieten: ein wesentlicher Schritt bei der Liberalisierung des Telekommunikationsmarktes, da es mit der Portaltechnologie der IPAustria auch kleinen regionalen Anbietern möglich ist, wettbewerbsfähig und erfolgreich Telefondienste anzubieten. Mit diesem Modell wurde die regionale Wertschöpfung gesichert und es wurden Arbeitsplätze in den Regionen geschaffen.
Speziell bei der Integration der Sprache in Unified-Communications-Lösungen wie Microsoft Lync – vormals Office Communications Server, Open Scape Serie von Siemens Enterprise Communications, Panasonic etc. bietet das neue Carrier Network der IPA seit März 2011 als erster Carrier in Österreich direkte Anschlussmöglichkeiten an das öffentliche Festnetz ohne den Umweg eines ISDN-Anschlusses an.
Mit Stand August 2011 bieten auf der Carrier-Plattform der IPAustria 142 österreichische Unternehmen als regionale Anbieter öffentliche Telekommunikationsdienste ihren Privat- und Firmenkunden an. Damit agiert IPAustria mit einem qualifizierten Partnernetz als nationaler Telekommunikationsanbieter im gesamten Bundesgebiet.
2016 wurde das neue Carriersystem „MEUCCI“ in Betrieb genommen. Diese Plattform ermöglicht erstmals eine länderübergreifende Carriertätigkeit.